# هوت بيرد
هوت بيرد (بالإنجليزية: Hot Bird)‏ هي مجموعة من الأقمار الصناعية التي تديرها يوتلسات، وتقع في 13 درجة شرقاً فوق خط الاستواء (الموقع المداري) ويغطي إرسالها معظم أنحاء أوروبا وشمال أفريقيا والشرق الأوسط.
وتنقل كوكبة هوت بيرد القنوات الإذاعية الرقمية والتلفزيونية فقط بما فيها القنوات المجانية والمشفرة. بالإضافة إلى هذا هناك أيضا بعض الخدمات التفاعلية وخدمات برتوكول الأنترنت. وتعمل الأقمار حالياً في المدار 13 درجة شرقاً ويتم ترقيمها على الشكل التالي: 13 بي و13 سي و13 دي.

## قائمة الأقمار الصناعية هوت بيرد

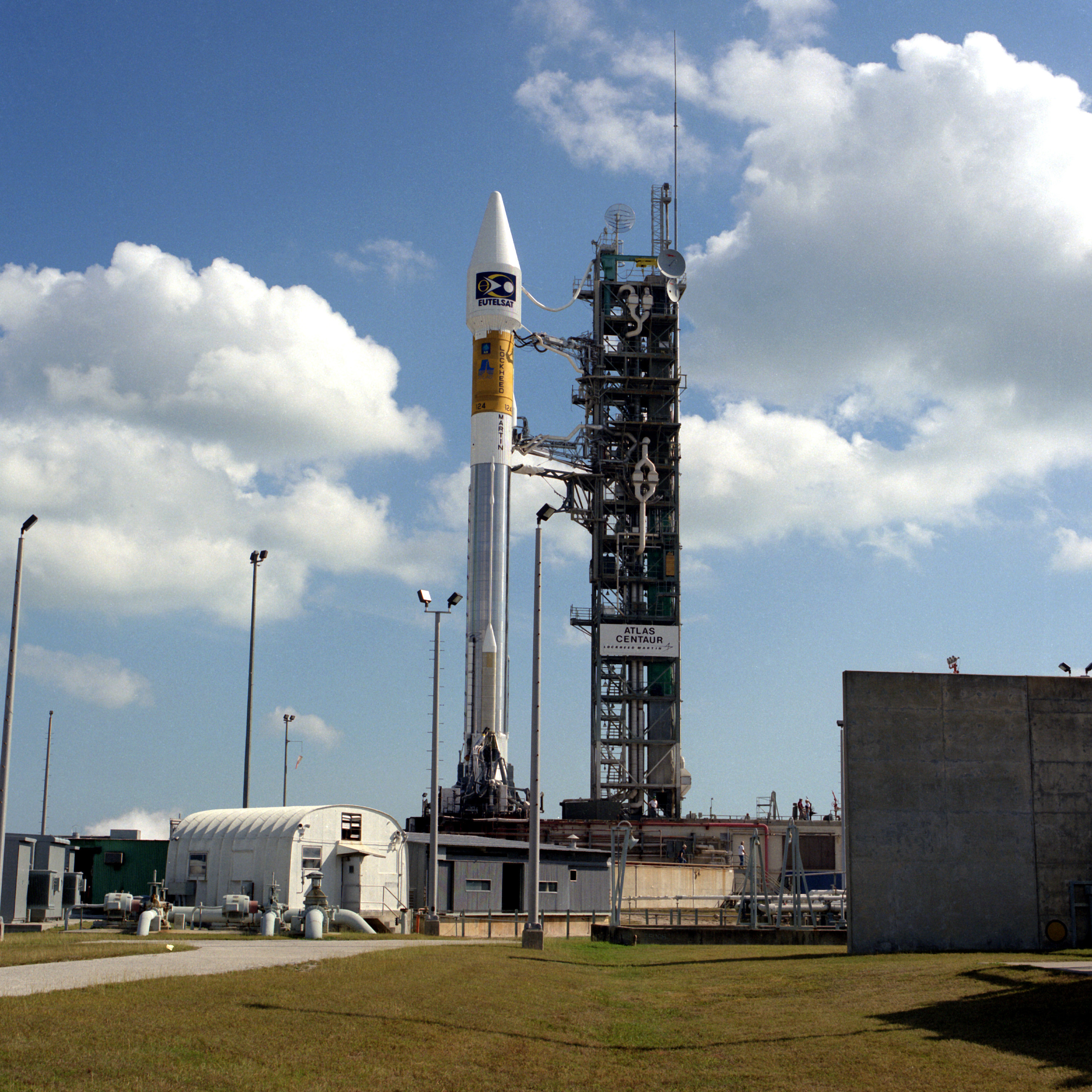
الصاروخ أطلس IIA مع هوت بيرد 2

| الإسم                             | موقع الإطلاق          | الموقع الحالي     | تاريخ الإطلاق  | الحالة   |
| --------------------------------- | --------------------- | ----------------- | -------------- | -------- |
| هوت بيرد 1                        | مركز جويانا للفضاء    | مدار جبانة        | 28 مارس 1995   | غير نشيط |
| هوت بيرد 2 (يورو بيرد 9)          | مركز كينيدي للفضاء    | 48°E              | 21 نوفمبر 1996 | نشيط     |
| هوت بيرد 3 (يورو بيرد 4)          | مركز جويانا للفضاء    | مدار جبانة        | 2 سبتمبر 1997  | غير نشيط |
| هوت بيرد 4 (أتلانتيك بيرد 4)      | مركز جويانا للفضاء    | 16°E              | 27 فبراير 1998 | نشيط     |
| هوت بيرد 5 (يوتلسات 25بي/إيس'هيل) | مركز كينيدي للفضاء    | 25.5°E            | 9 أكتوبر 1998  | نشيط     |
| هوت بيرد 6                        | مركز كينيدي للفضاء    | 13°E              | 21 أغسطس 2002  | نشيط     |
| هوت بيرد 7                        | مركز جويانا للفضاء    | N/A - فشل الإطلاق | 11 ديسمبر 2002 | فشل      |
| هوت بيرد 7اي (يورو بيرد 9اي)      | مركز جويانا للفضاء    | 9°E               | 12 مارس 2006   | نشيط     |
| هوت بيرد 8                        | مركز بايكونور الفضائي | 13°E              | 4 أغسطس 2006   | نشيط     |
| هوت بيرد 9                        | مركز جويانا للفضاء    | 13°E              | 20 ديسمبر 2008 | نشيط     |
| هوت بيرد 10                       | مركز جويانا للفضاء    | 13°E              | فبراير 2009    | نشيط     |

## الخدمات
وقد تم اختيار أقمار هوت بيرد الصناعية الموجودة بالموقع المداري 13 درجة شرقاً من طرف العديد من البلدان لنشر برامجها المجانية أو المدفوعة (سلاسل وطنية و / أو باقات متخصصة وموضوعية ...).
ويمثل فيه اشمال افريقيا ولعالم العربي. شمال افريقيا بينها جميع القنوات المغربية العامة: (الأولى (قناة)، دوزيم، الرياضية (قناة)، الرابعة (قناة)، السادسة (قناة)، قناة تمازيغت، السادسة (قناة). وقنوات جزائرية: (كنال ألجيري، القناة الجزائرية الثالثة، الجزائرية الرابعة الأمازيغية، قناة القرآن الكريم 5) والقنوات التونسية (الوطنية 1، قناة حنبعل). والمصرية: (المصرية (قناة)). والسودانية: (الفضائية السودانية) أما في العالم العربي ...الأردن: (الأردنية) والكويت: (تلفزيون الكويت) والعراق (قناة العراقية) والسعودية: (القناة السعودية) وقطر: (تلفزيون قطر وباقة الجزيرة) والإمارات: (تلفزيون أبوظبي، تلفزيون دبي) وعمان: (تلفزيون سلطنة عمان) واليمن: (قناة اليمن) والصومال: (التلفزيون الوطني الصومالي)

## الخدمات الإذاعية
- ABSAT
- قناة الجزيرة (بث حر  [لغات أخرى]‏)
- شبكة راديو وتلفزيون العرب
- Australia Network
- بي بي سي ورلد نيوز (بث حر  [لغات أخرى]‏)
- Bostel
- BVN
- Channel NewsAsia
- سي إن إن انترناشيونال
- Cyfra+
- Cyfrowy Polsat
- القناة الألمانية الأولى (بث حر  [لغات أخرى]‏)
- قناة ديسكفري
- يورونيوز (بث حر  [لغات أخرى]‏)
- يوروسبورت
- GLOBCOS NetWorks GmbH - Switzerland
- إذاعة جمهورية إيران الإسلامية
- قناة سورويو
- هيئة البث القبرصية
- JSTV
- JCTV
- باقة ميدياست: Canale 5 إيطاليا 1  [لغات أخرى]‏، Rete 4
- إم تي في
- MKRTV Sat  [لغات أخرى]‏ (بث حر  [لغات أخرى]‏)
- N
- Nova
- OBN
- شركة تلفزيون باكستان
- باقة راي :

راي 1، راي 2، راي 3، Rai Sport، RaiSat، رايطاليا، RAI Africa
- RTL 2 و7
- RTVSLO
- آر تي / روسيا اليوم العربية (بث حر  [لغات أخرى]‏)
- سكاي إيطاليا
- Samacom
- SEEMORE
- تيليسور
- شبكة الثالوث للبث
- Telespazio
- تي في 5 موند
- TVE
- TPS
- روسيا 24 (بث حر  [لغات أخرى]‏)
- التلفزيون الألماني الثانHBO TV Poland

- Eutelsat Satellite List with more details
- ترددات هوت بيرد
- Channel listings on SatcoDX
- Channel listings on Flysat